# Pavoraja
Pavoraja là một chi cá đuối thuộc họ Arhynchobatidae ở các tầng nước sâu vùng quanh nước Úc.

## Mô tả
Các loài thuộc chi Pavoraja có kích thước tương đối nhỏ. Đĩa thân của chúng thay đổi từ dạng nửa hình bầu dục tới hình trái tim. Cuối mõm chúng có một u thịt nhỏ.

## Loài
Pavoraja có sáu loài:
- Pavoraja alleni McEachran & Fechhelm, 1982
- Pavoraja arenaria Last, Mallick & Yearsley, 2008
- Pavoraja mosaica Last, Mallick & Yearsley, 2008
- Pavoraja nitida (Günther, 1880)
- Pavoraja pseudonitida Last, Mallick & Yearsley, 2008
- Pavoraja umbrosa Last, Mallick & Yearsley, 2008